# ちいさな彼女の小夜曲
『ちいさな彼女の小夜曲』（ちいさなかのじょのセレナード、英: little princess's serenade）は、2013年10月25日にfengから発売された18禁恋愛アドベンチャーゲームである。

## 作品
衣装に関して、原画を担当した鶴崎によると、自身の趣味がそのまま反映されたものとなっており、フリルを乗せすぎたせいで、ペン入れ作業にかなり苦労する羽目になったというが、作品制作にはある意味満足しているという。また、舞台となった町に存在する風力発電機についても、鶴崎のアイデアを基にしたものだと語っている。

## ストーリー
住廼江（すみのえ）町には古くから人魚伝説が伝わり、現在では町おこしの一環として『にんぎょ祭り』が開催される。そこである少女と出会い、物語は幕を開ける。

## 登場人物

### 主人公
七梨 拓海（しちり たくみ）
海に落ちた少女を救助する。実家は喫茶店『マーメイド』を営む。

### メインヒロイン
片貝 汐音（かたがい しおね）
声：椿楓子
『にんぎょ祭り』の日に海に落ちた時に主人公に救助された。訳あって、主人公と同居する。
本須和 茉莉（もとすわ まつり）
声：三代眞子
転校生、好物はたこ焼き。好奇心旺盛で行動力がある。
守谷 水夏 （もりや みずか）
声：奏雨
拓海の幼なじみ。嗅覚が人よりも優れている。それにより、匂いフェチな一面も。
白里 楓 （しらさと かえで）
声：青山ゆかり
拓海の一つ上の先輩で、水泳部部長を務める。 神社の巫女でもある。拓海には厳しい態度をとる。
白里 花梨 （しらさと かりん）
声：桃山いおん
拓海の一つ下の後輩で、楓の妹。普段は無口で小説を書くが、拓海には感情的な一面を曝け出す事になる。中二病。

## 製作スタッフ
- 企画 - 上様
- 原画・キャラクターデザイン - 鶴崎貴大、へるるん、浅葉ゆう、なちゅらるとん
- シナリオ - 陸奥竜介、柊☆たくみ、狩野伊太朗、和泉万夜
- ディレクター - 御剣月海
- 背景 - スタジオちゅーりっぷ
- 美術監督 - 池田学
- 美術 - 松浦隆弘、吉田美千子、澤田映美子、鈴木友成、立石健、有本妃査恵、緑川翔、中道なお
- 収録ディレクター - 大西厚史
- 音声制作担当 - 池田大輔
- 収録エンジニア - 眞壁尚也
- 収録スタジオ - TAB act1
- 音声制作 - AG-promotion
- 音楽 - junya、Tanatoshi、shono、shimizu
- 効果音 - abu3
- プログラム - 合資会社ワムソフト
- グラフィック - 鶴崎貴大、猫夜、那由他戒、波良、永月到、よる、ひまわり、ちゅーりっぷ、淺荵純（クリエンタ）、s（クリエンタ）、鈴木屋16号店（クリエンタ）、ライアーソフト
- UIデザイン - Isumi
- ロゴデザイン - 柊椋 / I.S.W DESIGNING

## 主題歌
オープニングテーマ「マリンブルーに沿って」
作詞・作曲・編曲 - 堀江晶太 / 歌 - 佐咲紗花
エンディングテーマ「キスのひとつで」
作詞・作曲・編曲 - 堀江晶太 / 歌 - 佐咲紗花

### 雑誌
- 電撃萌王編集部、2013、「THE ART OF 鶴崎貴大」、『電撃萌王』（2013年8月号）、アスキー・メディアワークス、雑誌コード 16476-08、定期刊行物コード 4910164760831-00933 pp. 35 - 50